# Massimo Meani
Massimo Meani (Monza, 21 novembre 1960) è un ex calciatore italiano, di ruolo portiere.

## Carriera
Cresciuto nelle giovanili del Monza, debutta in prima squadra nel campionato di Serie C1 1981-1982: gioca da titolare (30 presenze) e contribuisce alla promozione dei brianzoli. Nell'annata successiva viene relegato a riserva; nel mercato autunnale viene ceduto al Piacenza in cambio di Stefano Veneziani, ma la trattativa salta a causa del rifiuto del portiere piacentino. Rimane in Brianza fino al 1985 con l'intermezzo di una stagione da titolare nella Sanremese, di nuovo in Serie C1.
Passa quindi al Trento, dove ritrova il posto da titolare, e nel 1986 viene acquistato dal Modena, a cui lega il resto della sua carriera professionistica. Nella prima stagione si alterna con Marco Ballotta a difesa della porta gialloblu, mentre nelle due annate successive non colleziona presenze, e nel 1989 accetta di scendere per una stagione in Interregionale, con la maglia del Fiorenzuola. Rilanciato titolare da Marco Torresani, conquista la promozione in Serie C2, la prima della storia del club, e a fine stagione rientra al Modena.
Dopo un'altra stagione senza presenze dietro Francesco Antonioli, a partire dal campionato 1991-1992 si ritaglia un posto tra i titolari, fino a un massimo di 34 presenze nella stagione 1992-1993. Nel 1994, dopo la retrocessione del Modena, lascia definitivamente i canarini per trasferirsi al Sassuolo, e chiude la carriera nel 1998 con i dilettanti del Real Sassuolo.
In carriera ha totalizzato 79 presenze in Serie B, con le maglie di Monza e Modena.

## Dopo il ritiro
Al termine della carriera ha intrapreso l'attività di fisioterapista, per la quale aveva conseguito la laurea nel 1990.

## Palmarès
- Campionato Interregionale: 1

Fiorenzuola: 1989-1990 (girone A)